# Hrothgar
Hrothgar, angelsächsisch auch Hrōðgār, (gestorben um 594) war ein historisch nicht gesicherter König der Dänen, der dem Geschlecht der Scyldinge entstammte und im 6. Jahrhundert gelebt haben soll. Er war ein Verwandter von Rolf Krake und wird unter anderem in dem Heldengedicht Beowulf, der Widsith, in nordischen Sagas oder mittelalterlichen dänischen Chroniken erwähnt oder beschrieben.

## Hintergrund
Hrothgar war der Sohn des Königs Hal[f]dan und ein kluger, großer Mann. Er führte die Scyldinge zu militärischer und sozialer Einheit, was besonders die von ihm errichtete große Halle Heorot (auch als Hirsch-Halle bezeichnet, die der König in Middangard zu Mettrunk erbauen ließ) symbolisierte, die wie ein Palast mit feinen Wandteppichen und goldenen Verzierungen geschmückt war. Diese Halle bildete das Zentrum seines Reiches und erweckte den Neid von Grendel, der über 12 Jahre die Halle angegriffen hatte, bis er sie schließlich verwüstete. Hrothgar hatte als junger König einst Ecgþeow, den Vater Beowulfs, während einer Blutfehde beschützt, indem er ihm durch die Zahlung eines Geldbetrages den Frieden mit seinen Feinden erkaufte. Er war für seine Großzügigkeit, seine Führungsqualitäten und die Fürsorge gegenüber seinen Thanen bekannt, welche wichtige Tugenden in der Welt des Beowulf darstellten. So teilte er seine Reichtümer und Ländereien mit ihnen.
Hrothgar wandte sich mit einer Ansprache an Beowulf, die als „Hrothgars Predigt“ bezeichnet werden kann. Diese Rede ist thematisch wichtig, da sie vor den Gefahren des Ruhmes und der Veränderlichkeit der Zeit warnt. Hrothgar sprach von den Versuchungen, von der Gefahr der Selbstüberschätzung und ermahnt den jungen Beowulf, immer daran zu denken, dass einer großen Freude oftmals großes Leid folgt. Am Beispiel seines eigenen Lebens zeigt Hrothgar auf, wie er 50 Jahre lang erfolgreich regierte, bis Grendel ihn zu Fall brachte. In der Widsith wird berichtet, wie Hrothwulf und Hrothgar als Onkel und Neffe, nachdem sie Ingeld bei der Halle Heorot zurückgeschlagen hatten, für lange Zeit Frieden hielten.
Die Halle des Königs der Scyldinge soll sich sowohl nach der Skjöldunga Saga als auch nach den Aussagen Snorri Sturlusons in der Ynglingasaga in Lejre befunden haben. Jedoch wird dieser Ortsname weder vom Dichter des Beowulf noch von anderen englischen Autoren in Verbindung mit Scyld (Skjöld) oder seinen Nachfahren erwähnt. Hrothgar soll einer dieser Nachkommen, ein Urenkel jenes Scyld, gewesen sein. Hrothgar hatte zwei Söhne Hrethric und Hrothmund sowie einen Neffen Hroth[w]ulf, der mit Hrolf gleichgesetzt wird, also möglicherweise dem Rolf Krake entspricht.
In einer Beschreibung heißt es über die Halle:

„König Hrodgar […] ließ ein prächtiges Hallgebäude aufführen mit einem großen Metsaal: Heorot, d.i. Hirsch, nannten sie den Saal wegen seiner hohen Zinnen. An den Wänden hingen kostbare Waffen, Heergerät und Schatzstücke aller Art. Die hartholzigen Tische und Bänke waren goldbeschlagen und, wo sie standen, deckten den gestampften Estrich Holzdielen. Auf dem Hochsitz saß da Hrodgar im Kreise seiner Degen und teilte Ringe, Waffen und Gewande unter die Dänen aus. Von fern und nah kamen sie nach der gastlichen Heorot gezogen. Dort lebte sich’s ohne Sorge in Lust und Frieden. Das Methorn kreiste, Harfenschlag erklang, Sänger sangen ihre Lieder und weithin schallte jeglichen Tag der Jubel.“

Hrothgar gilt zudem nach der dänischen Sage von König Roe (= Hröarr = Hrödgär) als Gründer der dänischen Hafenstadt Roskilde.

## Rezeption
König Hrothgar und die Geschichte von Beowulf und Grendel wurden beispielsweise in den Filmen Beowulf, Beowulf & Grendel und Die Legende von Beowulf beschrieben. J. R. R. Tolkien nahm für seine Romanreihe Der Herr der Ringe die Halle Heorot des Königs als Vorbild für die „Goldene Halle Meduseld“ (was wörtlich Sitz des Mets bedeutet), die sich in Edoras in der Riddermark befand und dem König Théoden als Behausung diente. Ähnlich verhält es sich mit der Ausstattung mit Wandteppichen sowie die in der Halle Hrothgars geltende Pflicht, die Waffen vor der Tür abzugeben, beides war von Tolkien ebenfalls übernommen worden.
Der Name Hrothgar wurde auch in anderer Literatur und Medien verwendet:
- In der Eragon-Buchreihe heißt der Zwergenkönig Hrothgar.[8]
- Im Spiel Skyrim gibt es einen Ort namens Hoch-Hrothgar.
- Im Computer-Rollenspiel Ultima IV kann man in der Stadt Jhelom einen Kämpfer mit dem Namen Hrothgar treffen.